# Gustave Fagniez
Gustave Fagniez est un historien français, membre de l'Institut, né à Paris le 6 octobre 1842 et mort à Meudon, dans sa propriété des Grimettes, le 18 juin 1927.
Ses travaux portent sur l’économie et la société d'Ancien Régime, ainsi que sur l'histoire diplomatique au XVIIe siècle (notamment Louis XIII et Richelieu).

## Biographie

### Jeunesse et formation
Originaire d'Arras, la famille de Gustave Fagniez fit fortune dans la banque à l'époque de la Restauration et vint s'installer à Paris, dans le quartier de la Chaussée-d'Antin. Orléanistes libéraux, les Fagniez exercent les professions de banquier, avoué, conseiller à la Cour des Comptes. Sa mère tient à Paris un salon fréquenté notamment par Jules Simon, Paul Janet, Charles de Rémusat, Prévost-Paradol, Edmond et Jules de Goncourt. Sous l'influence d'abord d'Eugène Despois, dont il fut l'élève au lycée Louis-le-Grand, puis de l'écrivain Jules Simon et du journaliste Auguste Nefftzer, fondateur du Temps, Gustave Fagniez acquiert des convictions républicaines.
Délaissant l'étude familiale d'avoué, Gustave Fagniez entre à l'École des chartes en 1864, où il suit les cours de l'historien Jules Quicherat, et dont il sort troisième en 1867, avec une thèse sur L'Organisation du travail industriel à Paris aux XIIIe et XIVe siècles. C'est en complétant sa formation à l'École pratique des Hautes Études qu'il fait la connaissance de Gabriel Monod (1844-1912).
Nommé en 1869 archiviste aux Archives de l’Empire, sa carrière d’historien commence par la publication remarquée de sa thèse, sous le titre Études sur l’industrie et la classe industrielle à Paris aux XIIIe et XIVe siècles (1877) : cette thèse, composée entièrement de documents pour la plupart inédits, a ouvert un nouveau champ aux études historiques et fit autorité pendant plus d'un demi-siècle. Le romaniste Gaston Paris la salue en ces termes : « Longuement préparé à ce travail qui demandait des études aussi patientes que variées, Fagniez l'a exécuté avec un soin digne de tout éloge. Les textes une fois rassemblés, il fallait non seulement les interroger avec persévérance et pénétration, mais posséder, pour en tirer tout le parti désirable, des compétences qui sont rarement réunies aux aptitudes spéciales d'un archiviste et même d'un historien. Grâce à lui, l'histoire intime du Paris de saint Louis et de Philippe le Bel est redevenue pour nous intelligible et vivante ». Ces travaux seront complétés par la publication en 1898-1900 des deux volumes de Documents pour servir à l'histoire de l'industrie en France jusqu'à la fin du XVe siècle (1898-1900).

### La fondation de laRevue historique(1876)
En 1876, Gustave Fagniez fonde avec Gabriel Monod la Revue historique, dont le premier article est considéré comme le manifeste de l'école méthodique. En proposant à son ami Fagniez de se joindre à lui, « Gabriel Monod voulait fondre en une féconde collaboration l'esprit chartiste et l'esprit normalien ». Les premiers collaborateurs, à l'exception notable de Fagniez et d'Albert Sorel, catholiques, étaient tous protestants ou des hommes proches du protestantisme. En 1879, il remplace Gustave Monod à l'Ecole des hautes études, et y donne onze leçons sur l'agriculture, le commerce, l'industrie et les voies de communication pendant le règne de Henri IV.
C'est dans la Revue historique, sous forme d'articles, que furent publiées ses premières études d'histoire diplomatique du XVIIe siècle, qu'il réunit pour l'édition de son œuvre maîtresse, le Père Joseph et Richelieu, en deux volumes, couronnée par le grand prix Gobert de l'Académie française en 1895. Cette biographie, plusieurs fois rééditée et qui connut un grand succès, le fit connaître au-delà des seuls cercles d'érudits. Cependant, Fagniez ralentit ses contributions à la Revue dont il finit par démissionner brutalement en décembre 1881, pour protester de ses attaques contre l'Église. La rupture est définitive, Monod et Fagniez s'opposent lors de l'affaire Dreyfus (et en particulier autour de la controverse sur Fustel de Coulanges, en 1905), et Fagniez finit même par collaborer à la Revue des questions historiques.
En 1897, il publie L'Économie sociale de la France sous Henri IV, livre qui fit époque dans la production historique du temps. « Jamais on n'a montré ni expliqué avec plus de précision et de force comment les détails de la vie économique et sociale d'un peuple constituent la loi directrice à laquelle tous les grands événements qui dominent une nation sont eux-mêmes soumis et en sont une inéluctable conséquence », préfigurant à certains égards le grand tournant qui sera opéré à la fin des années 1920 par l'Ecole des Annales. Quelques années avant sa mort, il rassemble et complète plusieurs études parues dans la Revue des Deux-mondes dans un ouvrage publié après sa mort par son épouse Pauline Lejeune (1851-1936), La Femme et la société française dans la première moitié du XVIIe siècle (1929).

### L'historien d'Action française
La mort brutale de sa fille Alice, à quinze ans en 1894, affecte très fortement Gustave Fagniez, qui revient progressivement, sous l'influence de son ami le Cardinal Richard, archevêque de Paris, et du R.P. Stanislas du Lac, vers les convictions religieuses de son enfance. Il fait don à l'Association de Villepinte de sa propriété d'Hyères où est créé le sanatorium Alice-Fagniez dès 1895. Le Docteur Léon Émile Vidal est le médecin en chef des sanatoria Alice-Fagniez et Renée-Sabran à Giens. Pendant ce temps, Fagniez participe aux travaux des disciples de Le Play : il collabore à la revue La Réforme sociale, et mène plusieurs études sur le syndicalisme ouvrier, rassemblées dans un volume publié en 1904 dans la Bibliothèque d'Economie sociale, Corporations et syndicats. Il est aussi l'un des promoteurs des jardins familiaux en région parisienne, avec l'abbé Lemire.
C'est à partir de cette époque également, et sous l'influence de ses travaux historiques, que Fagniez parvient à la « démonstration de la monarchie », ce qui l'amène tout naturellement à rejoindre parmi les premiers Charles Maurras dans la fondation de l'Institut d'Action française, dont il occupe la chaire Fustel de Coulanges à partir de 1906. Déjà, en 1905, il est l'un des principaux animateurs de la commémoration du soixante-quinzième anniversaire de la naissance de l'historien Fustel de Coulanges, aux côtés de ses amis l'historien de l'art Louis Dimier et l'archiviste Auguste Longnon, et en rend compte dans un article de La Réforme sociale. Charles Maurras, Paul Bourget, Léon Daudet et Maurice Barrès participent à cette cérémonie qui revendique l'héritage de l'auteur de La Cité antique, présenté comme le défenseur de l'érudition française contre la « science germanique ». En 1924, Fagniez est aussi tête de liste à la députation, pour le département de Seine-et-Oise, sur une liste d'Union nationale. L'Action française lui rendit hommage à sa mort dans le journal du 20 juin 1927 : « Le souvenir de Gustave Fagniez restera chez nous aimé et honoré ; son œuvre historique sera toujours l'une de nos lumières ».
Il est l'un des fondateurs de la Société de l'histoire de Paris et de l'Île-de-France avec Auguste Longnon en 1874 et en sera président en 1896-1897. Pour les Mémoires de cette Société, il édite notamment en 1877 le Journal parisien de Jean Maupoint, prieur de Sainte-Catherine de la Couture, 1437-1469, ainsi que le Livre de raison de Me Nicolas Versoris, avocat au parlement de Paris, 1519-1530 et des Fragments d'un répertoire de jurisprudence parisienne au XVe siècle. Il fut également vice-président de la Société d'histoire ecclésiastique de la France, et siège à partir de 1897 à la Commission des Archives diplomatiques instituée au Ministère des Affaires étrangères.
Gustave Fagniez est élu membre de l’Académie des sciences morales et politiques en 1901 au fauteuil du duc de Broglie. Il fut appelé à présider l'Académie des Sciences morales et politiques en 1913, tandis qu'Henri Bergson en était vice-président. Son éloge y fut prononcé en 1928 par son successeur, l'historien Frantz Funck-Brentano, qui était aussi son disciple, et qui avait préfacé l'édition posthume de son dernier ouvrage.
« Au fond, il avait moins changé que la face même de la France ; de tout temps, il redouta les progrès de la démocratie autoritaire, anarchique ou athée, et, en particulier, l’ingérence abusive de l’État dans le choix des fonctionnaires […] Il protesta à sa manière contre la sécularisation des biens du clergé régulier, devint membre et fut élu vice-président de la Société d’histoire ecclésiastique de la France. Son pessimisme, volontiers agressif en paroles, n’a d’ailleurs fait aucun tort à ses livres. Il était trop honnête homme pour mettre sa vaste érudition au service d’une cause politique ou religieuse quelconque » (Notice de Charles Bémont dans les chroniques de l’Institut à l’occasion du décès de Gustave Fagniez).
« Sa droiture un peu ombrageuse, ses convictions de savant et de chrétien, la nouveauté et la profondeur de ses recherches et la ferme élégance de sa phrase faisaient de M. Fagniez un homme de caractère, d'initiative et de valeur » (Notice nécrologique de la Société de l'histoire de Paris et de l'Île-de-France, 1928).
Gustave Fagniez habita souvent à la fin de sa vie le château de la Bonde, au pied du Luberon, en Provence, où se trouvait sa riche bibliothèque de dix mille volumes (celle-ci fut dispersée lors d'une vente à Nice en 1943). Il eut deux fils : Gabriel Fagniez (1870-1927), avoué (il fut le conseil de Léon Daudet lors de l'affaire Philippe Daudet), et Charles Fagniez (1874-1952), qui fut président de la Société entomologique de France en 1936, et une fille, Alice Fagniez (1878-1894), décédée de la tuberculose. Beau-frère de Léon Bouchard (1830-1904), premier président de la Cour des comptes et maire de Vémars, il est le grand-oncle de Jeanne Lafon (1893-1983), épouse de l'écrivain François Mauriac (1885-1970).
Il est enterré au cimetière de Montmartre à Paris.

### Citations
« L'étude qu'on vient de lire n'a rien amoindri des fatalités naturelles et historiques qui peuvent influer sur l'économie d'un peuple, et semblent soumettre sa destinée à des lois nécessaires : nationalité accessible sur certains points, faute de frontières naturelles ou artificielles, aux attaques du dehors et contrariée par ce danger dans son développement pacifique ; insuffisance des mines ; rareté des bons ports ; système fiscal vicieux ; habitudes léguées par une longue anarchie ; lacunes et défauts du caractère national. Mais il y a une chose qui nous est apparue d'une façon plus saisissante encore, c'est le triomphe obtenu sur ces fatalités par l'intelligence et l'effort du pays, par l'esprit, la volonté et le cœur du roi. La renaissance économique dont les dernières années du règne ont été témoins, la France, sans doute, l'a due beaucoup à elle-même ; mais elle l'a due plus encore à son gouvernement. Ce n'est donc ni à la doctrine, si en faveur, du fatalisme, ni à celle, non moins goûtée, qui professe le peu d'influence et, par conséquent, le peu d'importance des gouvernements, qu'une pareille étude vient donner raison. Elle nous enseigne, au contraire, pour notre consolation et notre espoir, qu'un peuple est capable de remonter, à force d'énergie, la pente de la décadence, et que rien ne peut l'y aider davantage qu'une autorité forte et respectée, passionnée pour l'intérêt public, en imposant le respect aux intérêts particuliers, ouvrant des voies nouvelles à l'activité nationale, stimulant ses hésitations et soutenant ses défaillances. » (Conclusion de L'Economie sociale de la France sous Henri IV, Paris, Hachette, 1897, p. 366).
Sur la méthode historique : « Le bon historien voit la vérité, comme un fruit mûr, se détacher des textes patiemment sollicités. » (Préface au livre de Maurice de Gailhard-Bancel, Les Anciennes corporations de métier, Paris, Bloud, 1913).

## Publications
- Recherches sur la commune de Vémars en France, Mémoires de la Société de l'histoire de Paris et de l'Île-de-France, Paris, Honoré Champion, 1876.
- Études sur l'industrie et la classe industrielle à Paris au XIIIe et au XIVe siècle, Paris, F. Vieweg, 1877, 426 p. Réédition : Slatkine, Genève, 1975. lire en ligne sur Gallica
- Journal parisien de Jean Maupoint, prieur de Sainte-Catherine-de-la-Couture, 1437-1469, Paris, Honoré Champion, 1878, 114 p. lire en ligne sur Gallica
- L'Industrie en France sous Henri IV (1589-1610), tiré à part de la Revue historique, 1883, 75 p. lire en ligne sur Gallica
- Livre de raison de Me Nicolas Versoris, avocat au Parlement de Paris, 1519-1530, 1885, 128 p. disponible sur Internet Archive
- Fragment d'un répertoire de jurisprudence parisienne au XVe siècle, 1891, 94 p. lire en ligne sur Gallica
- Richelieu et l'Allemagne (1624-1630), in: Revue historique 45, 1891, 1-40. lire en ligne sur Gallica
- Le Père Joseph et Richelieu, Paris, Hachette, 1894, 2 volumes : 605 et 514 p. lire en ligne sur Gallica
- L'Économie sociale de la France sous Henri IV (1589-1610), Paris, Hachette, 1897, 426 p. lire en ligne sur Gallica Réédition : Slatkine, Genève, 1975.
- Documents relatifs à l'histoire de l'industrie et du commerce en France, Paris, Picard, 2 volumes, 1898-1900 lire en ligne sur Gallica
- L'Opinion publique et la presse politique sous Louis XIII, 1624-1626 (1900)
- Le Duc de Broglie, 1821-1901, Paris, Perrin, 1902, 169 p. lire en ligne sur Gallica
- Corporations et syndicats, Paris, Bibliothèque d'économie sociale, Lecoffre, 1904 (2e éd. 1906), 198 p.
- La Politique de Vergennes et la Diplomatie de Breteuil 1774-1787 Revue historique (1922) lire en ligne sur Gallica
- La Femme et la société française dans la première moitié du XVIIe siècle, Paris, J. Gamber, 1929, 399 p. Ouvrage publié à titre posthume, regroupant des articles parus dans la Revue des Deux Mondes : L'enfance et l'éducation (1909), Le mariage (1911), La vie professionnelle (1911), La femme dans la famille I (1912), La femme dans la famille II (1912)